# Dariel Alarcón Ramírez
Dariel «Benigno» Alarcón Ramírez (Manzanillo, Cuba, 1939 - París, 24 de marzo de 2016) fue un guerrillero que luchó en la Revolución cubana y, a las órdenes del Che Guevara, en el Congo y Bolivia donde fue uno de los pocos sobrevivientes.

## Biografía

### Revolución cubana
Procedente de una familia de campesinos en la zona cercana a Manzanillo, se incorporó a la guerrilla del Movimiento 26 de Julio que actuaba en la Sierra Maestra en 1957 después que las fuerzas de Fulgencio Batista asesinaran a su esposa e hijas. Formó parte de la Cuarta Columna al mando de Camilo Cienfuegos donde se destacó con la ametralladora, hasta el triunfo de la Revolución cubana el 1 de enero de 1959. Alcanzó el grado de capitán del ejército cubano. Terminada la revolución aprendió a leer, escribir y desempeñó diversos puestos.

### Guerrilla en Bolivia
Entre 1966 y 1967 Alarcón participaría junto con otros quince cubanos del foco guerrillero que el Che Guevara instaló en Bolivia, en la zona del río Ñancahuazú, y en donde este último moriría. El grupo guerrillero tomó el nombre de Ejército de Liberación Nacional (ELN) de Bolivia con secciones de apoyo en Argentina, Chile y Perú. Los enfrentamientos armados comenzaron el 23 de marzo de 1967.
Alarcón fue uno de los cinco hombres (3 cubanos y dos bolivianos) que lograron escapar del cerco militar que aniquiló al grupo guerrillero. Después, escaparon a través de la frontera con Chile para entregarse a las autoridades chilenas en el pequeño pueblito de Camiña.

### Desde 1967
Sirvió en el ejército cubano en diversas funciones, hasta que en 1994 desilusionado de la revolución, se exilió en París donde escribió un libro en el que critica con dureza al gobierno de Fidel Castro. Le contó sus recuerdos y análisis a Elizabeth Burgos para Memorias de un soldado cubano.

## Libros
Publicó:
- Daniel Alarcón Ramírez, Elizabeth Burgos (1997). Memorias de un soldado cubano. Tusquets. ISBN 8483108941 (reedición 2003).
- Dariel Alarcón Ramírez, Christophe Dimitri Reveille (2006). Benigno: dernier compagnon du Che. Les Editions du Rocher. ISBN 9782268055039.
- Benigno, mémoires d'un guérillero du Che. la Boîte à Bulles (2013)